# Formica moki
Formica moki är en myrart som beskrevs av Wheeler 1906. Formica moki ingår i släktet Formica och familjen myror. Inga underarter finns listade i Catalogue of Life.

## Bildgalleri

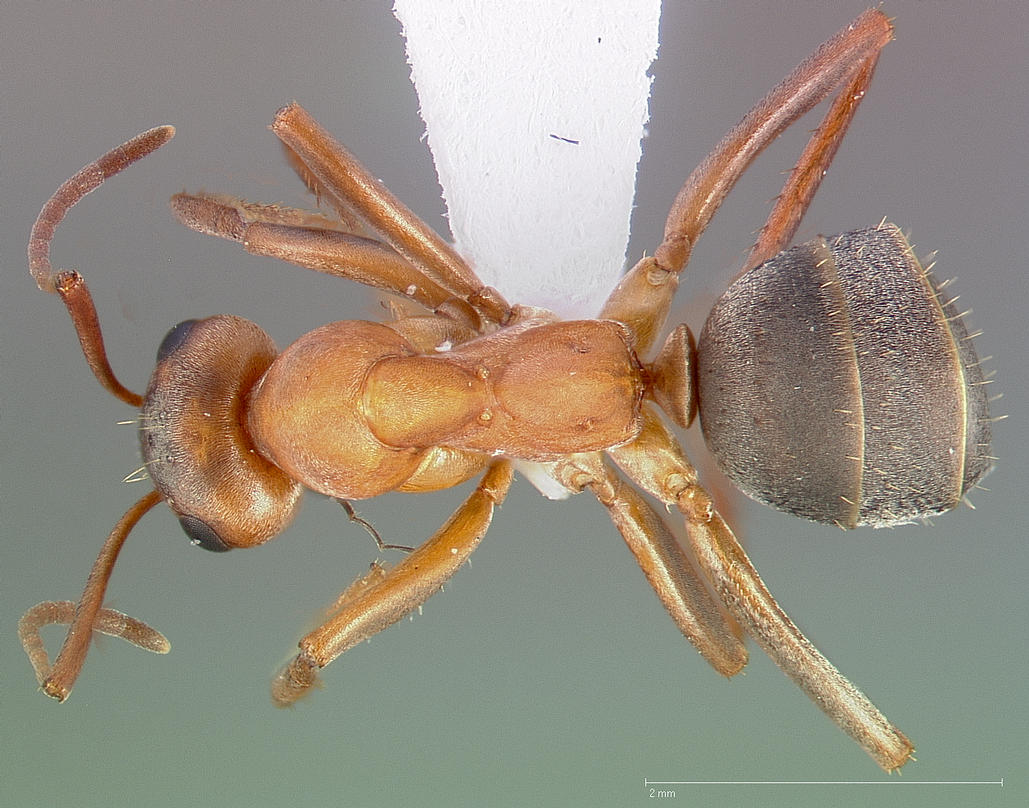
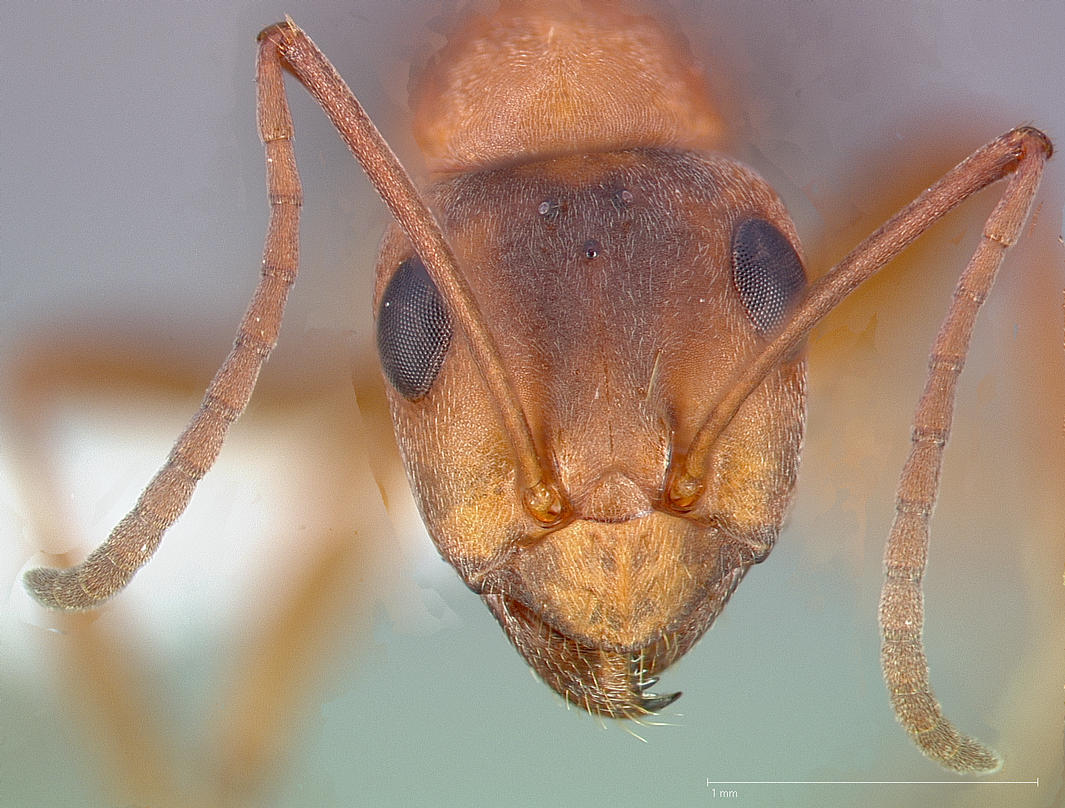
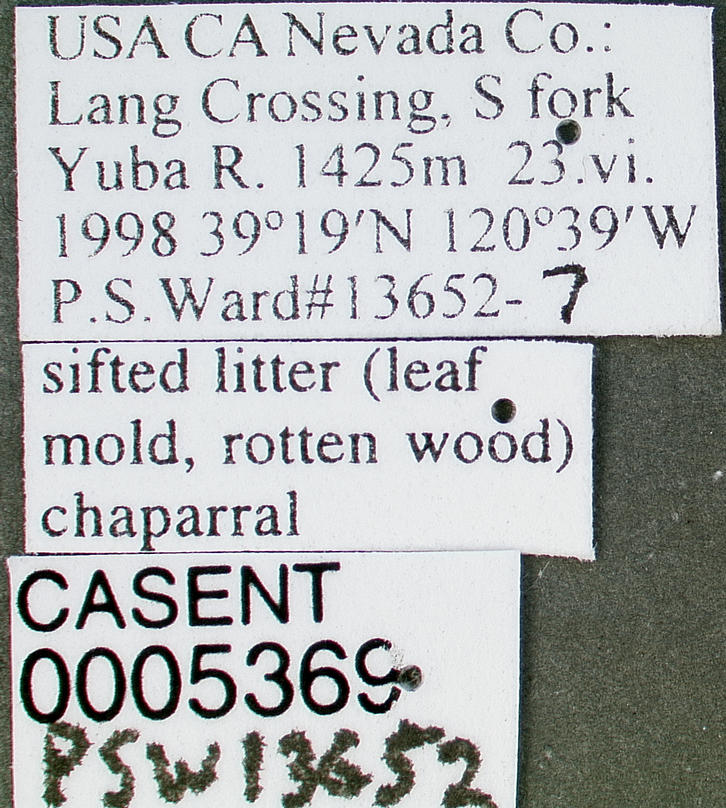
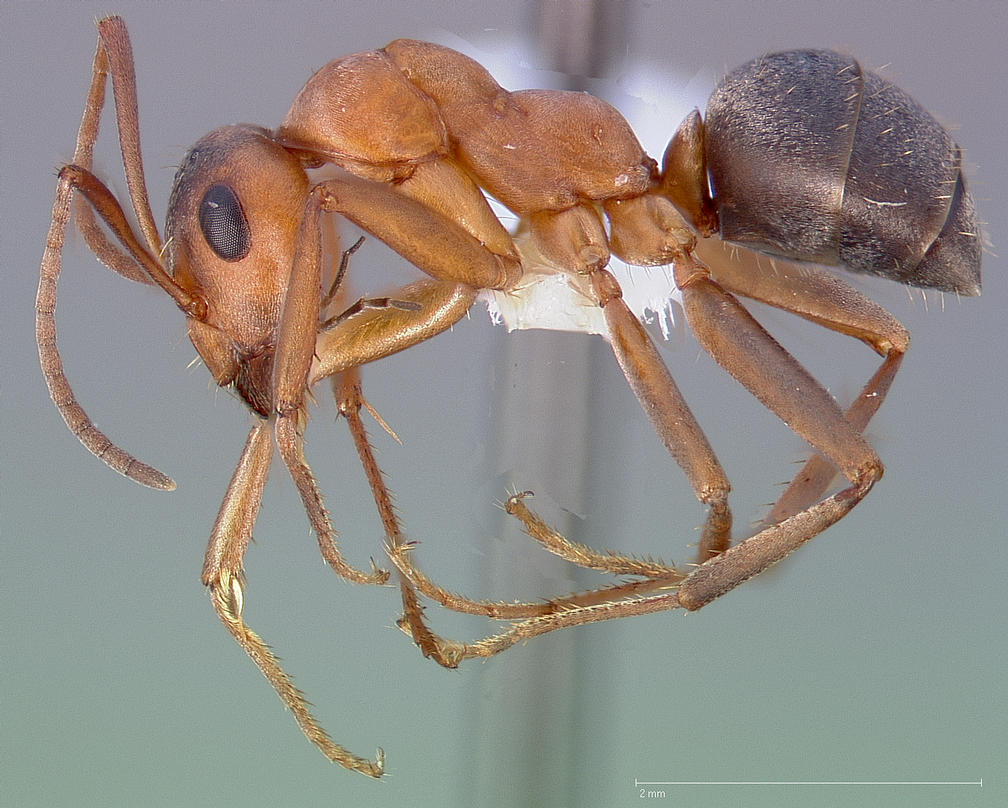
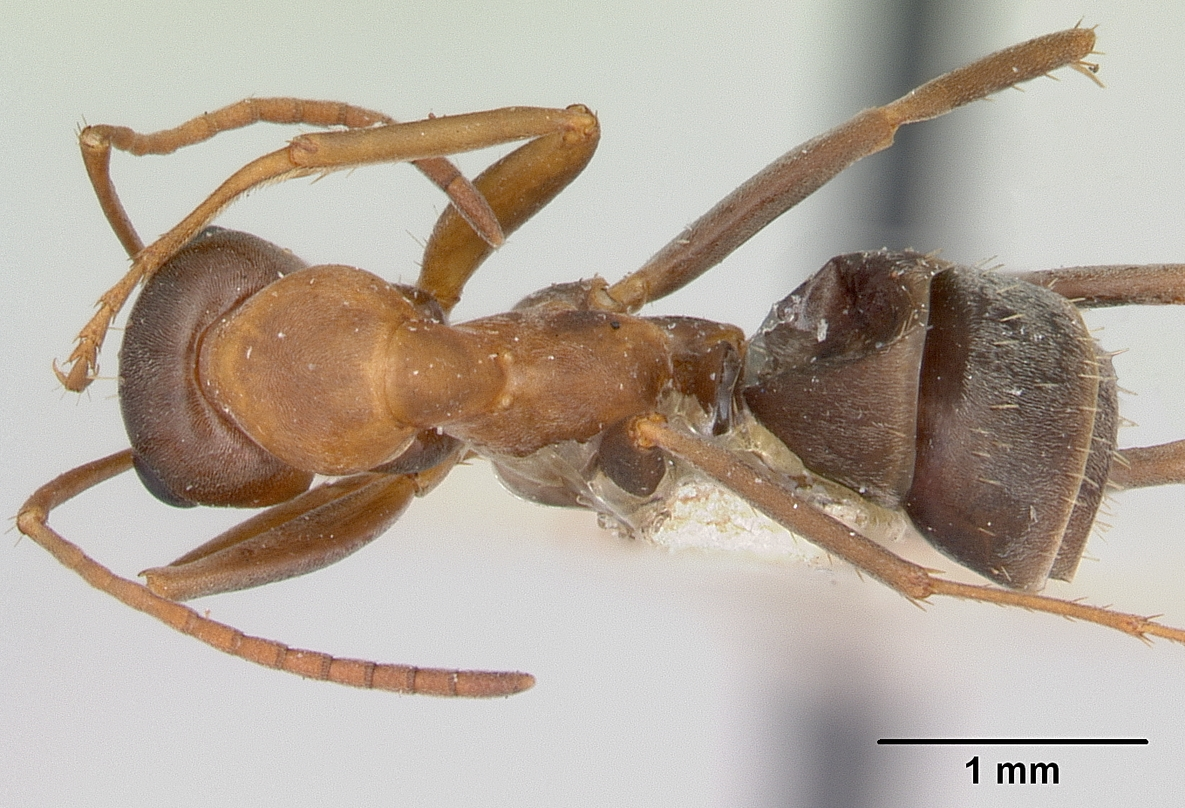
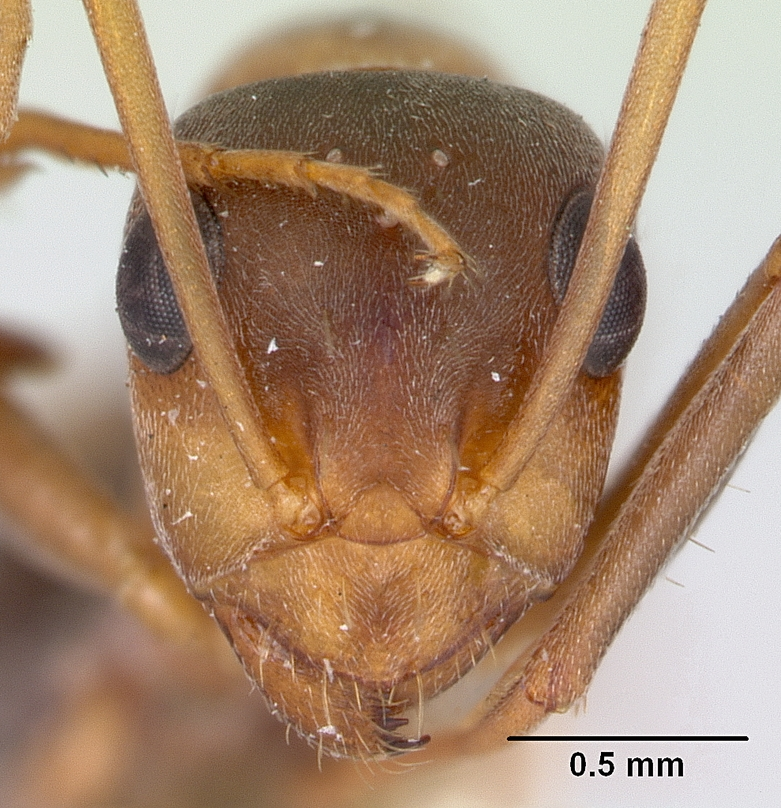